# V. V. Ravi
V. V. Ravi, plus connu sous le nom de Vadakkanchery Veeraraghava Ravi, est un célèbre violoniste Indien de musique carnatique.

## Vie privée
Il est marié et père d'un fils et d'une fille. Fils unique, V.R. Raghava Krishna est aussi un musicien .